# Семейное дело (роман Рекса Стаута)
«Семейное дело» (англ. A Family Affair) — детективый роман американского писателя Рекса Стаута. Написан в 1975 году, входит в цикл произведений о сыщике Ниро Вульфе и является заключительной книгой серии.
Автор скончался спустя несколько месяцев после публикации романа.

## Сюжет
Поздней ночью в дом Вульфа заявляется официант из ресторана «Рустерман» Пьер Дакос. Вульф и Фриц уже спят, а Гудвин только пришёл с вечеринки. Пьер утверждает, что его хотят убить, и умоляет разбудить Вульфа. В ответ Гудвин предлагает лечь поспать, а разговоры перенести на утро. Он провожает Пьера в Южную комнату, а сам идёт в свою, и тоже собирается ложиться. В этот момент раздаётся взрыв. Бомба, замаскированная под сигару «Дон Педро, Гондурас», взрывается в кулаке Пьера, и убивает его.
Ниро Вульф, возмущённый тем, что акт насилия происходит в его собственном доме, решает найти убийцу. Он отказывается делиться собранной информацией с инспектором Кремером. Вскоре Вульф и Гудвин берут на себя расследование ещё двух убийств: гибели клиента ресторана «Рустерман» и последующей смерти дочери официанта.
На протяжении большей части истории Стаут подводит читателя к тому, что тайна центрального убийства каким-то образом связана с Уотергейтским скандалом. Но в конце Вульф узнаёт, что убийцей был один из его ближайших соратников, персонаж, который появлялся в серии книг в течение более сорока лет.
Роман примечателен тем, что Арчи догадывается о личности убийцы задолго до того, как Вульф объясняет свою догадку в заключительных главах.